# よこすかポートマーケット
いちご よこすかポートマーケットは、横須賀市新港町にある、三浦半島の農水産物を販売する施設。2013年によこすかポートマーケットとして開業し、当時の運営者は出店事業者会であった。2019年に赤字のため閉店したが、不動産業者のいちごが運営を引き継ぎ、2022年10月28日にいちご よこすかポートマーケットと改名した上でリニュールオープンした。リニューアル後は三浦半島における食の発信拠点を標榜している。
開業当初の面積は2千平方メートルであったが、2022年10月のリニューアルで倍に増えている。2018年3月時点で、飲食店や土産物屋を含めて12店舗がテナントとして入居していたが、リニューアル後は約20店舗に増えた。

## 計画・経営
ポートマーケットは当初、横須賀市の地産地消推進事業の一環として計画され、管理・運営者は横須賀市が全額出資する一般財団法人「シティサポートよこすか」であった。2019年3月末での閉店が一旦は決定したが、出店事業者らの運営に切り替えることで、2019年4月以降、1年間限定での事業継続が決定した。
開店後は一度も売上目標を達成できず毎年7000万円の赤字を出す状況が続き、2016年度末の時点で累積赤字は4億1千万円となった。シティサポートよこすかの業務執行理事は赤字について、大型スーパーが近隣にできたため客数が伸び悩んだことが理由と説明し、また収支の見通しが甘かったとも述べている。
一方、2017年6月に横須賀市長に当選した上地克明によれば、運営するシティーサポートよこすかには経営経験がなく、当初から見込みが甘かったという。更に、シティサポートよこすかは横須賀市OBの天下り先となっており、幹部として収まっていた。総務部長は人件費等が思ったよりかかったと分析した。また、横須賀市議会はポートマーケットに対し改善案を提案してきたにもかかわらず、ポートマーケット側は何一つ実施しなかったとしている。
「シティサポートよこすか」は1955年の設立であり、ポートマーケット開業以前から存在する横須賀市の外郭団体である。公園や体育会館、市役所付近の駐車場事業の管理も行っており、2012年度は10億円を超える管理・委託料を市が支払っている。2013年度末の時点で役員は全員天下りで3人、また他に市OBの職員が13人在籍。

### 事後検証
事業の検証が、2018年4月に一旦閉鎖が決まった後に行われ、2018年6月に横須賀市により検証結果の概要が公表された。
当初、「シティサポートよこすか」の前身の「都市施設公社」は、地産地消施設の店舗を市有地に新築することを、2011年2月に決定した。ところが翌3月、民間企業「横須賀冷蔵」が嘆願書を市に提出した。その内容は、当初の候補地に隣接する市有地に、横須賀冷蔵は休業状態であった冷蔵倉庫を所有していたが、この倉庫を公社が買い取る、というものであった。公社は12月、倉庫を店舗に改装する計画で、5250万円で倉庫を買い取る契約を結んだ。その理由は、倉庫を店舗に改装することで新築経費が不要となり、また元の候補地を駐車場にできるため、駐車場が広くなり有利、というものである。市長には「4年で黒字に転ずる」と説明した。
実際には改装等の初期投資は2億9千万円に達し、新築よりも多くの費用を要した。更に、既存の建物を転用することにより売場面積が減るも収入見込みの再検討もないこと、家賃設定が相場より低いこと、減価償却費や駐車場管理の経費も計上されないこと、等、計画は杜撰であった。
開業後、水産物、土産物の販売は好調だったものの農産物や飲食は振るわなかった。しかし、対策が取られる事もなかった。
これらに関して検証では、運営は企画部門だけで行われ、他部門によるチェックがなされなかった、とされた。